# Groupe de Contadora
Le groupe de Contadora représente une ébauche modeste, mais emblématique, d'intégration régionale en Amérique latine dans les années 1980.

## Présentation
L'origine de l'initiative est venue du Premier ministre suédois Olof Palme et des prix Nobel Gabriel García Márquez , Alfonso García Robles et de  Alva Myrdal.
Le groupe de Contadora est créé en 1983 afin d'enrayer la crise centre-américaine alors en proie à plusieurs guerres civiles et insurrections, de viser la démilitarisation de l'Amérique centrale et de mettre en place un parlement centre-américain.
Elle regroupe lors de sa création le Venezuela, la Colombie, le Panama et le Mexique.

## Soutiens étrangers
Cette initiative est soutenue immédiatement par la CEE, et par les États-Unis et leur président Ronald Reagan. La CEE renouvellera également cet appui en 1985 lors de la constitution du « groupe d'appui » à Contadora, formé par l'Argentine, le Brésil, le Pérou et l'Uruguay.

## Conséquences sur la politique actuelle
Le Groupe de Contadora est la première étape de la prise de conscience qui conduira à l'établissement du Mercosur et du Groupe de Rio (créé en décembre 1986 par les huit membres de Contadora et du "Groupe d'appui")